# Dritter Makedonisch-Römischer Krieg
Der Dritte Makedonisch-Römische Krieg war eine von 171 bis 168 v. Chr. dauernde Auseinandersetzung zwischen Perseus von Makedonien und der Römischen Republik, aus der Letztere als Sieger hervorging.

## Die Vorgeschichte
Der Ausgang des zweiten makedonischen Krieges bedeutete auch das vorläufige Ende der makedonischen Hegemonie über Griechenland. Philipp V. musste Entschädigungszahlungen an Rom entrichten und verlor einen Großteil seiner Kriegsmarine. Ein wesentlicher römischer Kontrahent im Ostmittelmeerraum schien somit beseitigt zu sein.

### Philipps letzte Regierungsjahre und die Machtübernahme des Perseus
Nach dem Frieden mit Rom im Jahre 197 v. Chr. herrschte ein zunehmend antimakedonischer Patriotismus der Hellenen vor. Da Makedonien an Stärke verlor und mit innenpolitischen Problemen zu kämpfen hatte, glaubten viele makedonisch besetzte Ländereien nun, gegen ihren einstigen Herren aufbegehren und die Freiheit fordern zu können. Die Athamanen und einige perrhaebische und thessalische Städte beschwerten sich in Rom über Philipp V. Hierbei ging es vor allem um scheinbar nicht eingehaltene Verträge seitens der Makedonen oder Viehdiebstahl. Philipp war nun gezwungen, sich einem römischen Schiedsgericht zu unterwerfen, das im Regelfall gegen ihn entschied. Auch Philipps jüngster Sohn Demetrios, ein beliebter Freund Roms, der im Winter 183/4 v. Chr. als Verteidiger des Königs auftrat, konnte die Schiedssprüche gegen Makedonien nicht verhindern. So musste sich der König 189 v. Chr. von der thrakischen Küste zurückziehen und auch die Besatzung der sich beschwerenden Städte aufgeben.
Diese vermeintlichen Demütigungen wollte Philipp V. nicht auf sich beruhen lassen. Er plante einen Revanchekrieg gegen Rom und begann, sein Reich auf einen neuen Feldzug vorzubereiten. Er erhöhte die Staatseinnahmen, indem er Agrarsteuern einführte. Dennoch galt seine Finanzpolitik am Ende seiner Regentschaft als wesentlich liberaler, als dies zu Beginn der Fall war. Er erhob Hafenzölle und forcierte zudem den Abbau von Edelmetallen. Sein vorrangiges Ziel war es allerdings, die Populationsrate zu steigern. Dazu rief er sein Volk einerseits auf, sich stärker zu vermehren, andererseits ließ er Thraker in Makedonien ansiedeln. Über eine Reorganisation seines gegen Rom gescheiterten Heeres ist nichts bekannt. Aus der Taktik und der Kräfteverteilung des Heeres im nachfolgenden Krieg lässt sich jedoch schlussfolgern, dass Philipp auf eine grundlegende Reform im militärischen Bereich verzichtete.
Obwohl Makedonien offiziell ein amicus Roms war, versuchte man, die Stellung der Makedonen zunehmend zu schwächen. Mit Hilfe der Attaliden, Erzfeinden Philipps, sollte ein starkes, romfreundliches Reich als Gegenpol zu Makedonien an dessen Grenze etabliert werden. Gleichzeitig versuchte der römische Senat unter Federführung des Titus Quinctius Flamininus in Makedonien eine römische Partei einzuführen, die eventuelle romfeindliche Bestrebungen des Königs paralysieren sollte. Rom lag nämlich daran, dass Demetrios künftiger Herrscher der Makedonen werden sollte. Daher gab man Philipp zu verstehen, wie sehr man das Auftreten und die Entscheidungen seines jüngsten Sohnes schätze und dass man Philipp um seines Sohnes Willen verzeihen werde. Diese Tatsache verschärfte die Rivalität zwischen den Brüdern Perseus und Demetrios. Ein an den König gesandter Brief des Flaminius erreichte Perseus. Dieser hatte Angst um seine Thronfolge und suggerierte dem makedonischen König, dass Demetrios mit Rom paktiere und bald fliehen wolle. Daraufhin erteilte Philipp 180 v. Chr. den Befehl, seinen jüngsten Sohn hinrichten zu lassen. Der König erkannte die Intrige zu spät und wollte Perseus stoppen, doch er starb zu früh, um seinen ältesten Sohn angemessen zu bestrafen.
Kurz nach Philipps Tod im Sommer 179 v. Chr. wurde Perseus König von Makedonien. Er erbte ein Reich, das infolge dieser Intrige innenpolitisch zerrüttet war. Dennoch war das makedonische Nationalgefühl ungebrochen. Obwohl der eigentliche Favorit ermordet worden war, schien Rom keine Widerstände gegen den neuen Regenten zu richten.
Erich Gruen geht davon aus, dass Rom die Geschehnisse in Makedonien unbesorgt und passiv betrachtete. Dem war jedoch nicht so, denn zum einen hatte Rom ein lebhaftes Interesse an der Mitgestaltung der politischen Verhältnisse Makedoniens, andererseits trug der römische Senat aktiv – wenn vielleicht auch ungewollt – dazu bei, dass Demetrios ermordet wurde und sich somit seine von Rom erwünschte Regentschaft nicht erfüllte.

### Perseus’ Amtszeit
In einer ersten Amtshandlung erneuerte Perseus die amicitia mit Rom von 179 v. Chr., ein Akt der durchaus auf Anerkennung und Respekt in der römischen und hellenischen Welt stieß. Besonders die eigenen Landsleute, aber auch viele Hellenen, sahen in ihm den rechten Feldherrn, der in der Lage war, einen kommenden „Befreiungskrieg“ gegen Rom zu führen.
Perseus wollte jedoch vorrangig die Restauration des Vaters fortführen und Makedoniens innen- und außenpolitische Situation weiter verbessern. Er erweiterte den Staatsschatz und ließ die staatlichen Kornspeicher und Waffenarsenale füllen. Das Militär wurde auf etwa 30.000 Mann hochgerüstet und durch Grenzkriege gegen thrakische Barbaren in Übung gehalten.
Durch eine Amnestie von makedonischen Schuldnern und politischen Gefangenen erreichte er sowohl einen Popularitätsgewinn in seinem Volk, als auch die Rückkehr vieler geflohener Bürger. Zusätzlich erklärte er alle Makedonen von ihren Schulden an den Fiskus frei. Das Land florierte zunehmend und Perseus verschaffte sich einen guten Ruf in Griechenland. Es bestand jedoch weiterhin das Problem der politischen Isolation Makedoniens. Nach der Niederlage im zweiten makedonischen Krieg wandten sich viele ehemalige Verbündete ab und wurden Klientel der Römer. Perseus musste Bündnisse eingehen, um dauerhaft bestehen zu können. Dazu versuchte er ein Netz aus Koalitionen zu stricken, das hauptsächlich aus von Rom „unterdrückten Staaten“ bestehen sollte. Im Jahre 177 v. Chr. heiratete er daher Laodike, die Tochter des Seleukos IV., um ein Bündnis mit den Seleukiden einzugehen. Gleichzeitig vermählte Perseus seine Schwester Apama mit Prusias II. von Bithynien. Diese Heiratspolitik war durchaus üblich, verschaffte dem makedonischen König jedoch nicht den erhofften Erfolg. Daher trat er in Verhandlungen mit Karthago und Rhodos. Besonders die Rhodier, ursprünglich enge Verbündete des Eumenes, waren zunächst bereit, sich Perseus anzunähern. Doch allmählich relativierte sich das Verhältnis zu Makedonien, da man gegenüber Rom nicht den Anschein erwecken wollte, dass man heimlich antirömische Koalitionen schmieden wolle. Es gelang Perseus jedoch, feste Beistandsbekundungen von Teilen der boeotischen Stämme und Genthios von Illyrien zu erhalten. Die Treue des Kotys, Herrscher von Ostthrakien, schwankte indes zu keiner Zeit. Er blieb Hauptverbündeter der Makedonen. Auch mit Byzantion und Lampsakos am Hellespont konnte ein Schutzbündnis geschlossen werden, das jedoch in erster Linie defensiven Charakter hatte. Im Wesentlichen gelang es Perseus dennoch nicht, entscheidende und starke Bündnisse in der hellenischen Welt zu installieren. Viele Stämme und Völker hatten sich nämlich zuvor schon mit Rom arrangiert und maßen Perseus nicht viel Bestandskraft bei.
Anders sah dies jedoch bei den Propagandamaßnahmen des Makedonenkönigs aus. Schon beim Konzil von Amphictyonic im Jahre 178 v. Chr. befahl er die Aufstellung zweier Monumente, die sein Ebenbild tragen sollten. Vier Jahre später marschierte er friedlich mit seinem Heer zum Orakel von Delphi, um sich den Hellenen zu zeigen und die Macht seiner Armee zu demonstrieren. Diese Aktion erregte das Misstrauen der Römer, die Perseus’ Außenpolitik bis dahin mehr passiv verfolgten. Zusätzlich begann er, die ökonomische Zerrüttung Griechenlands für seine Propagandazwecke zu benutzen, indem er „[…] sämtliche wegen politischer oder anderer Verbrechen oder ihrer Schulden wegen landflüchtig gewordenen Griechen […]“ dazu aufforderte, nach Makedonien zu kommen. Hier sollten sie wieder in ihre früheren Ämter eingewiesen werden und verlorene Güter zurückerstattet bekommen. Die Resonanz war enorm und Perseus erreichte das Aufflammen einer nationalen Erhebung, die das Ende der römischen Vorherrschaft propagierte. Der makedonische König konnte somit den erstarkenden, hellenischen Nationalismus für seine Zwecke nutzen.
Das Streben nach einem Ende der politischen Isolation kann ebenso wie die propagandistische Mobilmachung der Hellenen als Teil eines Kriegsplanes gegen Rom interpretiert werden. Hier muss jedoch darauf hingewiesen werden, dass Perseus im Zuge der Erneuerung seines Landes zwangsläufig auch außenpolitisch an Stärke und Stabilität gewinnen musste, um nicht früher oder später zwischen Mächterangeleien unter den hellenischen Staaten aufgerieben zu werden. Fest steht jedoch, dass Rom lange Zeit nicht reagierte und dann umso heftiger auf die sich rasch verändernde Lage auf der griechischen Halbinsel antwortete.

## Der dritte makedonische Krieg

### Der Kriegsausbruch
Der römische Senat begriff spätestens nach dem Marsch auf Delphi, dass man viel zu lange gezögert und Perseus’ Ehrgeiz unterschätzt hatte. Rom war der Auffassung, dass die makedonischen Bündnisse und der ständig schwelende Konflikt zwischen den Makedonen und verschiedenen thrakischen Stämmen eine Verletzung des Friedens von 197 v. Chr. darstellte. Aus diesem Grund wurden im Jahre 173 v. Chr. Gesandte zur achäischen Tagsatzung geschickt, die vor den Hellenen verkündeten, dass ein Bündnis mit Perseus gleichbedeutend mit der Abkehr von Rom sei. Ein Jahr später reiste der Attalidenkönig Eumenes II. nach Italien, um dem römischen Senat den vermeintlichen Ernst der Lage zu schildern und eine Reihe von Beschwerden gegen Perseus vorzubringen. Eumenes war viel daran gelegen, die Spannungen zwischen Rom und Makedonien zu verschärfen, denn er erhoffte sich durch einen möglichen Krieg die Ausschaltungen eines potentiellen Gegners, sowie die damit verbundene Vergrößerung seines eigenen Territoriums.
In einer geheimen Sitzung beschloss der Senat die Kriegserklärung und traf erste Vorkehrungen für eine Mobilmachung der Truppen und die Erkundung der Landeplätze für das Heer am griechischen Festland. Man wollte jedoch zunächst die Formalien einer solchen Handlung wahren und schickte 172 v. Chr. Gesandte nach Makedonien, um Perseus die Möglichkeit zur Rechtfertigung zu geben. Dieser bot Rom einen neuen Vertrag an und äußerte seinen Wunsch nach einem römisch-makedonischen Bündnis. Den Vertrag aus dem Jahre 197 v. Chr. und dessen Erneuerung von 179 v. Chr. sah er jedoch als aufgehoben an. Die Gesandten wies er zusätzlich an, das makedonische Reich binnen drei Tagen zu verlassen. Dies kam de facto einer Kriegserklärung gleich. Rom forderte daraufhin umgehend alle Makedonen auf, das italische Festland innerhalb von dreißig Tagen zu verlassen.

### Von der römischen Invasion bis zum Wechsel der Initiative
Zum Zeitpunkt des Kriegsausbruches verfügte Perseus über ein Heer von 43.000 Mann, mit dem er schon im Herbst 172 v. Chr. in der Lage gewesen wäre, Griechenland unter seine Kontrolle zu bringen und die sich auf dem Festland befindliche römische Division zu zerschlagen. Er entschloss sich jedoch zunächst abzuwarten und Rom doch noch zu Verhandlungen zu bewegen. So verstrich der Winter des Jahres 172 v. Chr., ohne dass eine der beiden Kriegsparteien in Aktion trat. Unterdessen begannen sich jedoch die verschiedenen Bündniskonstellationen zu verändern. Die boeotischen Stämme unterließen es, Perseus Unterstützung zuzusagen. Die zuvor in ihrer Haltung zu Makedonien schwankenden Archaer, Ätolier und Thessalier wurden indes nicht müde, ihren Beistand zu bekunden.
Im Frühjahr 171 v. Chr. landeten erste Kontingente des römischen Expeditionsheeres an der griechischen Westküste bei Apollonia. Für den Transport der römischen Truppen boten Karthago, Genthios von Illyrien, die Rhodier und Byzanz Schiffe an und demonstrierten damit zunächst, auf welcher Seite sie im bevorstehenden Krieg stehen wollten. Das römische Heer wurde von dem Konsul Publius Licinius Crassus geführt. Er begann mit dem Großteil seiner Truppen von Illyrien aus nach Thessalien zu ziehen. Perseus griff indes Perrhaebien an und erwartete die Römer im Mai 171 v. Chr. mit starken Kavallerieabteilungen bei Kallinikos unweit des Flusses Ossa. In einem kurzen Reitergefecht gelang es den Makedonen, die überraschten Römer zu schlagen. Die Botschaft über Perseus’ unerwarteten Sieg verbreitete sich schnell unter den Hellenen und trug dazu bei, den erstarkenden Hellenismus weiter zu stärken. Rhodos nahm nun wieder politische Beziehungen zu Perseus auf. Der Makedonenkönig bot den Römern umgehend Friedensverhandlungen an und war bereit, ein Übereinkommen zu akzeptieren, das ähnliche Züge hatte wie der Friedensvertrag von 197 v. Chr. Rom lehnte dieses Angebot jedoch ab.
Das geschlagene, römische Heer zog daraufhin ohne klare Absicht durch die thessalischen Ländereien und versuchte, jede direkte Konfrontation zu umgehen. Perseus ließ daher Thessalien räumen und richtete sich an den Grenzen seines Reiches zur Verteidigung ein. Es gelang ihm, die zuvor in Makedonien eingefallenen Truppen des Eumenes und die Illyrer abzuwehren. Seitdem geschah auf dem Kriegsschauplatz lange Zeit nichts mehr. 170 v. Chr. übernahm der römische Konsul Aulus Hostilius Mancinus den Oberbefehl über das Heer auf dem griechischen Festland. Die Armee der Römer war zu diesem Zeitpunkt in einem desolaten Zustand. Durch Versorgungsengpässe und ausstehende Soldzahlungen litt die Disziplin, dennoch setzte man große Hoffnungen in den neuen Feldherrn. Das Kriegsjahr 170 v. Chr. verstrich, ohne dass die Gegner Vorteile erlangen konnten. Makedonien glich einer belagerten Festung, die sich erfolgreich wehren konnte. Unterdessen gelang es Perseus, einen Separatfrieden mit Genthios von Illyrien zu schließen. Dieser war sich nach dem ersten Bruch mit Perseus zu Beginn des Krieges bewusst, dass die Römer ihn künftig nicht mehr als gleichberechtigten Bündnispartner ansehen würden und entschloss sich, auf die Seite des vermeintlich künftigen Siegers zu wechseln.
Den Römern gelang es auch unter Hostilius nicht, die Makedonen in größere Gefechte zu verwickeln, geschweige denn deren Befestigungssystem zu überwinden. Aus diesem Grund entsandte Rom 169 v. Chr. einen neuen Oberbefehlshaber: Konsul Quintus Marcius Philippus. Dieser entschloss sich zu einer groß angelegten Offensive gegen Perseus. Es gelang ihm, sein Heer durch den Pass Lapathus zu führen und das Olymposgebirge zu überqueren. Perseus, der nicht glauben wollte, dass die Römer kurz davor waren, einen Durchbruch durch seine Linien zu erreichen, entschied sich auszuweichen und sein Heer in der Nähe von Pydna neu zu formieren und zu verschanzen. Der römische Konsul ließ die Makedonen verfolgen, musste aber nach vier Tagen umkehren, weil seine Lebensmittelvorräte aufgebraucht waren. Auch Phillippus konnte keine entscheidende Wende herbeiführen und so entschloss sich der römische Senat 168 v. Chr., einen vierten Feldherrn nach Makedonien zu entsenden. Lucius Aemilius Paullus war ein großer Heerführer, der sich in verschiedenen Schlachten bewährt hatte. Als er im römischen Feldlager bei Herakleion eintraf, setzte er seine Truppen umgehend in Marsch. Er beschäftigte die Makedonen in vereinzelten Vorpostengefechten im Flussbett des Elpios, während er mit seiner Hauptmacht den Gegner umging und ihn dadurch einzukesseln drohte. Perseus erkannte die Gefahr rechtzeitig und floh mit seinem Heer nach Pydna.
Die Art der makedonischen Kriegführung verdeutlicht, dass Perseus einer direkten Konfrontation mit den römischen Truppen aus dem Weg gehen wollte. Seine Haltung, insbesondere das rasche Friedensangebot nach dem Reitersieg von Kallinikos, waren auch damals untypisch für einen Feldherren mit einer gewaltigen Streitmacht. Statt offensiv gegen den invasierenden Feind vorzugehen, richteten sich die Makedonen in gut ausgebauten Anlagen zur Verteidigung ein. War das der „Befreiungskrieg“ gegen Rom, den man in Griechenland von Perseus erhoffte und den der römische Senat so sehr gefürchtet hatte? Vielmehr könnte Makedonien vorgehabt haben, die eigene Existenz nicht durch waghalsige Unternehmen zu gefährden und stattdessen alles dafür zu tun, das eigene Territorium zu schützen.

### Die Schlacht bei Pydna 168 v. Chr.
→ siehe Hauptartikel Schlacht von Pydna.
Am 22. Juni 168 v. Chr. wurde das fliehende Heer Perseus’ nahe Pydna von den Römern gestellt. Ohne langes Taktieren entschlossen sich die Gegner voreilig zur Schlacht. Die Makedonen führten mit ihrer mächtigen Phalanx den ersten Stoß in die Reihen der Römer. Daraufhin wurden große Teile der römischen Vorhut zerschlagen und man musste vor dem makedonischen Gegner ausweichen. Die römischen Legionen zogen sich bis auf die Höhe ihres eigenen Heerlagers zurück, das auf einer leichten Geländeanhöhe lag. Die Makedonen versuchten nun eilig zu folgen. Aufgrund des hügeligen Geländes und des raschen Nachsetzens begannen jedoch die Glieder der Phalanx auseinanderzureißen und Lücken zu bilden. Paullus erkannte das, formierte sein Heer neu und ließ die Römer gezielt die entstandenen Lücken angreifen. Die Makedonen gerieten zunehmend unter Druck und konnten ihre geschlossene Angriffsfront, den wesentlichen Vorteil der Phalanx, nicht aufrechterhalten. Die makedonische Kavallerie stand bereit, um in einem solchen Falle unterstützend einzugreifen. Perseus entschloss sich jedoch in völliger Verkennung der Lage zur Flucht. Den Römern gelang es, den Gegner innerhalb einer Stunde vernichtend zu schlagen. An diesem Tage wurden ca. 20.000 Makedonen getötet und 11.000 gefangen genommen. Der Krieg war damit beendet. Perseus floh mit einem Großteil seines Goldes nach Amphipolis, nahe Samothrake. Er versuchte zu Kotys nach Ostthrakien zu entkommen, wurde aber von den Römern gefangen genommen und nach Italien überführt. Die Schlacht bei Pydna gilt zum einen als Beweis der Flexibilität römischer Legionen im Vergleich zur starren Phalanx. Zum anderen stellte die Schlacht das eigentliche Ende dieser makedonischen Taktik dar, denn es gelang danach keinem Heer mehr, mit Hilfe der Phalanx einen Sieg davonzutragen. Dennoch war der Ausgang dieser Schlacht vorrangig dem Unvermögen Perseus’ zuzuschreiben, denn die Auflösung der makedonischen Angriffslinie hätte nicht geschehen dürfen und durch sein Eingreifen verhindert werden können.

## Die Ergebnisse des Krieges

### Historiographie des Kriegsausbruches
Über die Motive und Ursachen dieses Krieges gibt es in der Historiographie verschiedene Theorien. Èduard Will geht davon aus, dass Perseus den Vertrag von 197 v. Chr. nicht gebrochen hat, da die Schließung von Bündnissen darin nicht verboten war. Er ist der Auffassung, dass Rom gezielt nach einem Anlass suchte, um den Krieg erklären zu können. Auch für William Harris scheinen die angeführten Gründe des Senats eher zwielichtig. Er vermutet, dass Rom die Gefahr eines militärisch hochgerüsteten Makedoniens erkannte und deshalb für einen Präventivkrieg plädierte. Gleichzeitig weist er darauf hin, dass es nicht zwingend in Perseus’ Interesse gelegen haben konnte, gegen Rom Krieg zu führen. Schließlich habe er nicht einmal über Schiffe verfügt, die seine Truppen zum italischen Festland bringen konnten. Erich Gruen weist darauf hin, dass Rom aufgrund der Tatsache, dass Perseus zum Hauptakteur des Hellenismus wurde, überreagierte und vorschnell seine eigene Macht demonstrieren wollte.

### Das Ende des makedonischen Reiches
Eine römische Senatskommission beriet in Amphipolis im Jahre 167 v. Chr. über die Behandlung der unterlegenen Gegner. Hier ging es um Entscheidungen, die nicht nur Makedonien allein betrafen. Schließlich kämpfte eine Reihe von „Bundesgenossen“ an Perseus Seite gegen Rom. Zunächst wurden alle Makedonen als frei erklärt. Makedonien wurde aufgelöst und in vier republikanisch – föderative Gemeindebünde untergliedert. Der erste Teil umfasste das Gebiet zwischen den Flüssen Strymonas und Nestos. Die zweite Region sollte westlich des Strymonas liegen und bis zum Fluss Axius reichen. Das dritte Gebiet lag zwischen den Flüssen Axius und Peneus. Das vierte Areal grenzte einerseits an Illyrien, andererseits an die Region Epirus. Diesen voneinander unabhängigen Staaten war es verboten, sich durch Zwischenheiraten wieder zu vereinen. Die vier Länder hatten jährlich Beamte zu wählen, die anstelle der königlichen Funktionäre die Verwaltungsgeschäfte übernehmen sollten.
Alle königlichen Beamten mussten zusammen mit ihren erwachsenen Söhnen das Land verlassen und auf die Italische Halbinsel emigrieren. Den vier Staaten wurden die königlichen Regalien und Domänen aberkannt. Das Landrecht blieb jedoch ebenso erhalten, wie die bisherige Verfassung. Die bis dahin an den König gezahlte Grundsteuer entfiel. Es oblag den Bünden, sich selbst zu besteuern. Die Makedonier hatten jedoch eine jährliche Summe von 100 Talenten an Rom zu entrichten.
Makedonien wurde demilitarisiert und die gewaltige Festung Demetrias geschleift. Man erkannte lediglich den nördlichen Gebieten eine Postenkette gegen die Angriffe der Barbaren zu. Mit diesen Maßnahmen hatte das makedonische Königtum de facto aufgehört zu existieren. Rom verzichtete jedoch darauf, das Land nach diesem Sieg in sein eigenes Territorium zu integrieren. Hier zeigt sich, dass die römische Expansion im Ostmittelmeerraum noch nicht den Charakter eines offensiven Vordringens oder Ausschaltens politischer Gegner war. Der Sieg über Makedonien stellte dennoch einen weiteren, großen Schritt auf dem Weg zur führenden Macht der antiken Welt dar.

### Die Behandlung der makedonischen und römischen Verbündeten
Das Ende des dritten makedonischen Krieges führte zu einer tiefgreifenden Neuordnung der hellenistischen Welt.
Durch den Sieg über Perseus bot sich dem römischen Senat nicht nur die Möglichkeit, das Antigonidenreich als Machtfaktor endgültig auszuschalten, sondern auch illoyale oder unliebsame Mächte im Mittelmeerraum zu neutralisieren. Illyrien, das sich durch häufigen Bündniswechsel den Zorn der Römer aufgeladen hatte, wurde in drei Teile zerschnitten und zum „Protektorat“ Roms erklärt. Das Land musste künftig die Hälfte der Grundsteuer an Rom zahlen. Dennoch erklärte man auch die Illyrer für frei. Kotys von Ostthrakien wurde verziehen, unter anderem auch deshalb, weil man seine Ländereien, aufgrund der geographischen Lage, kaum erreichen konnte, um ihn zur Rechenschaft zu ziehen.
Schwer traf es Pergamon. Als die Römer nämlich im Heerlager bei Herakleion lagen, wurden Vorwürfe laut, dass Eumenes heimlich in Verhandlungen mit Perseus stehe. Daher bot man Eumenes’ Bruder Attalos, Befehlshaber der pergamenischen Hilfstruppen in Griechenland, an, neuer König Pergamons zu werden. Dieser lehnte ab. Die Römer werteten all dies als Zeichen von Undank und mangelnder Zuverlässigkeit. Pergamon erhielt daher nach dem Sieg keine Territorien aus der „makedonischen Beute“ und verlor seinen Status als bevorzugter Partner Roms. Damit setzte auch hier die Ära der „ohnmächtigen Untertänigkeit“ ein; im Jahr 133 v. Chr. schließlich übertrug Attalos III. sein Reich testamentarisch den Römern.
Den Rhodiern wurde vorgehalten, dass sie während der Kämpfe mit Perseus verhandelt hatten. Nur um Haaresbreite entging die reiche Insel einem römischen Straffeldzug, und man entzog ihr ihre territorialen Besitzungen auf dem asiatischen Festland, wie zum Beispiel Karien und Lykien. Einige Teile des ehemaligen attischen Seebundes, zum Beispiel Lemnos und Delos, der ehemalige Kriegshafen des Perseus, wurden Athen zugesprochen. Delos erhielt zusätzlich den Status eines Freihafens, wodurch Rhodos als Hauptumschlagplatz für Waren aller Art (unter anderem Sklaven) im östlichen Mittelmeer rasch abgelöst und ökonomisch empfindlich getroffen wurde.
Im Achaiischen Bund wurde Rom von Kallikrates benutzt, um seine Gegner auszuschalten. Mehr als Tausend seiner innenpolitischen Widersacher wurden unter dem Vorwurf, Makedonenfreunde zu sein, als Geiseln nach Italien verschleppt, darunter der Historiker Polybios. Einige seiner Feinde wurden sogar hingerichtet. Die gleichzeitige Bevorzugung Athens, vor allem aber die künstlich errichtete Vorherrschaft des Bundes über den Peloponnes, die zu ständigen Konflikten mit Sparta führte, bildete die Grundlage für den späteren Aufstand der Achaier.